# Всадник тьмы
«Всадник тьмы» (англ. Sugar Creek) — мистический вестерн, снятый режиссёром Джеймсом Коттеном в 2007 году.

## Сюжет
Арканзас, 1889 год, местность с названием Конец Света. Помимо конфликтов между местными фермерами и богатым землевладельцем Питом Сент-Клером область беспокоит пришествия всадника с чёрным платком на лице. Этот таинственный незнакомец привозит с собой людей в деревянных гробах, которых через несколько лет убивает. На этот раз такой жертвой оказывается Адам Стентон, который служил в этих местах в 1867 году.
Местные жители, в том и числе Сент-Клер, не ожидают от этого появления ничего хорошего. Землевладелец отправляет на встречу со всадником шерифа, который когда-то убил его старшего сына. Сент-Клер практически уверен, что это станет концом представителя власти, что, впрочем, и происходит. Однако это отнюдь не единственная жертва всадника. Но маленькая дочь убитого Питом фермером говорит, что только Адам способен остановить резню. Стентон постепенно понимает, что происходящее связано с событиями, произошедшими здесь более 20 лет назад, когда местность ещё называлась Шукер Крик…

## В ролях
| Актёр          | Роль          |
| -------------- | ------------- |
| Дэниэл Крузе   | Адам Стэнтон  |
| Дастин Элфорд  | Адам в юности |
| Кевин Кейдж    | шериф Уортон  |
| Роберто Майано | Пит Сент-Клер |